# André de Meester
Pour les articles homonymes, voir De Meester.
André de Meester (dit Demetrius Antverpianus ou Meesterus) est un historien et théologien, né à Anvers et mort à Dordrecht en 1611.

## Biographie
Pasteur réformé à Anvers, il part en exil en 1585 lorsque la ville retombe sous domination espagnole, catholique. Il s'installe à Francfort-sur-le-Main dans le but d'y implanter l'église réformée.
Il reçoit par la suite une chaire à Dordrecht.

## Œuvres
- Der Grieken opganck en onderganck (1599) - traduit en latin et en français : De la Grandeur et de la Décadence des Grecs
- Histoire d'Italie de 1494 à 1526 (traduction de l'ouvrage de Francesco Guicciardini)